# Thomas Baring, 1. hrabě Northbrook
Thomas Baring, 1. hrabě z Northbrooku (Thomas George Baring, 1st Earl of Northbrook, 1st Viscount Baring of Lee, 2nd Baron Northbrook) (22. ledna 1826 Londýn – 15. listopadu 1904 Stratton Park, Hampshire, Anglie) byl britský státník z významné bankéřské rodiny Baringů. V několika liberálních kabinetech zastával vládní úřady, vrcholem jeho kariéry byla funkce místokrále v Indii (1872–1876), poté byl povýšen na hraběte (1876). Později ještě zastával funkci ministra námořnictva (1880–1885).

## Původ a mládí
Narodil se v Londýně jako nejstarší syn 1. barona Northbrooka. S vyznamenáním vystudoval v Oxfordu a svou kariéru zahájil jako osobní tajemník několika ministrů. V letech 1857–1866 byl poslancem Dolní sněmovny za liberály, souběžně začal zastávat nižší úřady ve vládním aparátu (civilní lord admirality 1857-1858, státní podsekretář pro Indii 1859-1864, státní podsekretář vnitra 1864-1866). Po otci zdědil v roce 1866 titul barona a přešel do Sněmovny lordů, téhož roku byl prvním tajemníkem admirality a později státním podsekretářem války (1868–1872), v roce 1869 se stal členem Tajné rady.

## Místokrál v Indii a první lord admirality
Po atentátu na hraběte z Mayo v únoru 1872 byl jmenován indickým místokrálem, funkci převzal v květnu téhož roku. Věnoval se především ekonomickému rozvoji, mimo jiné s ohledem na snížení důsledků hladomoru v letech 1873–1874. Politické záměry se mu ale nepodařilo prosadit proti ministrovi pro Indii (vévoda z Argyllu). Úřad místokrále složil po čtyřech letech v dubnu 1876 a po návratu do Británie byl povýšen na hraběte z Northbrooku, zároveň obdržel Řád indické hvězdy.
Několik let žil v soukromí, získal ale několik čestných postů, stal se členem Královské společnosti a v letech 1879–1880 byl prezidentem Královské zeměpisné společnosti, obdržel čestné doktoráty na univerzitách v Oxfordu a Cambridge. Po jmenování liberální vlády Williama Gladstona se stal členem kabinetu jako první lord admirality (ministr námořnictva, 1880-1885), i když královna Viktorie jej prosazovala do funkce ministra války. Podporoval námořní zbrojení a výstavbu nových lodí, v roce 1884 byl mimořádným vyslancem v Egyptě. Do další Gladstonovy vlády v roce 1886 odmítl vstoupit pro nesouhlas se směřováním vnitřní politiky.
Zemřel na rodovém sídle Stratton Park v hrabství Hampshire. Dědicem titulů byl syn Francis George Baring, 2. hrabě z Northbrooku (1850–1929), jehož úmrtím pak hraběcí titul zanikl.